# Søfjer
Søfjer (Pennatulacea) er en orden af kolonidannende marine koraldyr. Den er inddelt i 16 familier. Arterne er bunddyr og lever af dyreplankton.
De findes i oceaner over hele verden ned til 4.000 meter, men flest arter forekommer på lavt vand i tropiske farvande. Der er flere arter i Danmark, f.x. Pennatula phosphorea, Funiculina quadrangularis, og Virgularia tuberculata.